# Mille-fleurs
Ne doit pas être confondu avec Millefiori.
Pour les articles homonymes, voir Mille.

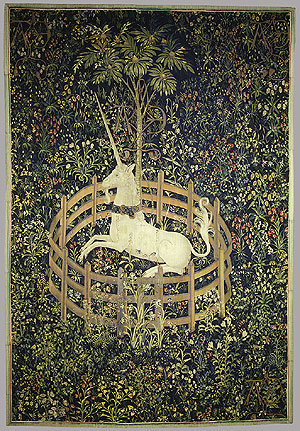
« Licorne en captivité », panneau de tapisserie de la série La Chasse à la licorne de style mille-fleur.

Un mille-fleurs, parfois orthographié millefleurs, est un style artistique caractérisé par un fond fait d'une multitude de petites plantes et fleurs. Il s'agit d'un motif extrêmement populaire dans l'art et l'artisanat du Moyen Âge en Europe. On le retrouve par exemple dans les bordures enluminées des manuscrits ou dans les tapisseries.

## Les tapisseries aux mille-fleurs
Dans ce domaine, on parle de « tapisseries aux mille fleurs », de « tapisseries à semis » ou plus fréquemment à l'époque de « verdures ». Elles étaient particulièrement à la mode en France et dans les Pays-Bas bourguignons des XVe et XVIe siècles. Elles avaient l'avantage de pouvoir se décliner dans tous les formats de panneaux, ce qui rendait ce motif très commode, notamment pour les parures de chambres à coucher. Cet aspect pratique, ainsi que leur conformité au goût de l'époque, explique la fréquence des verdures dans les collections du XVIe siècle : elles constituaient 40 % des sept cent unes tapisseries de Philippe II d'Espagne inventoriées à sa mort, en 1598.
La verdure pouvait s'utiliser en motif principal, plutôt sur de petits formats, ou en motif de fond, accompagnant le sujet central du tapis. Dans ce dernier cas, on la retrouve aussi bien dans des groupes narratifs que sur des ensembles strictement décoratifs comme les tapisseries armoriées de Charles le Téméraire prises par les Suisses à la bataille de Morat et conservées à Berne. Les groupes armoriés sur fond de verdure sont les plus fréquents et se retrouvent encore au XVIIe siècle.
Le style des mille-fleurs a varié dans le temps. Les petites touffes florales du XVe siècle ont évolué en de larges branchages à la Renaissance. Il a été sérieusement renouvelé par la commande des tapis armoriés de Charles Quint à l'atelier de Willem de Pannemaker dans les années 1540 et aujourd'hui dispersée entre le Kunsthistorisches Museum de Vienne et le Rijksmuseum d'Amsterdam.
On peut citer trois exemples célèbres : 
- La Dame à la licorne, série de six tapisseries flamandes datant du XVe siècle que l'on peut voir au Musée de Cluny (musée national du Moyen Âge), à Paris ;
- La Chasse à la licorne, tapisseries probablement bruxelloises datant de 1495-1505, et conservé au Metropolitan Museum of Art de New York ;
- Le service 1000-fleurs de Vieillard à Bordeaux (Gironde).